# Mirsíni (ort i Grekland)
Mirsíni är en ort i Grekland.   Den ligger i prefekturen Nomós Ileías och regionen Västra Grekland, i den sydvästra delen av landet, 220 km väster om huvudstaden Aten. Antalet invånare är 1 213.
Terrängen runt Mirsíni är platt. Havet är nära Mirsíni åt nordväst. Runt Mirsíni är det ganska tätbefolkat, med 166 invånare per kvadratkilometer. Närmaste större samhälle är Amaliáda, 16,5 km sydost om Mirsíni. Trakten runt Mirsíni består till största delen av jordbruksmark.